# Bertha Mahony Miller
Bertha Mahony Miller (Rockport, 13 marzo 1882 – 1969) è stata una giornalista ed editrice statunitense, considerata una figura di spicco del movimento della letteratura per l'infanzia.
Fondò una delle prime librerie per bambini a Boston, nonché la rivista The Horn Book Magazine, la rivista più antica del suo genere in America e uno dei più noti arbitri di eccellenza nell'editoria per bambini. Mahony fu anche responsabile della fondazione della casa editrice omonima, la Horn Book.

## Biografia
Mahony nacque il 13 marzo del 1882 a Rockport, nel Massachusetts. Frequentò il Simmons College nel 1902, poi partecipò ad un programma avanzato per un anno alla School of Secretarial Studies. Durante questo periodo aderì anche all'Unione educativa e industriale delle donne (nome originale: "Women’s Educational and Industrial Union").
Dopo aver completato i suoi corsi, trovò lavoro presso la New Library, una biblioteca di prestito. Poco dopo lavorò come assistente segretaria presso l'Unione educativa e industriale femminile di Boston. Successivamente divenne presidente associata del comitato esecutivo della piccola compagnia teatrale dei sindacati The Children’s Players, che la coinvolse in una serie quadriennale di spettacoli per bambini. La compagnia teatrale fu sciolta nel 1917.
Nell'agosto 1915 Mahony lesse un articolo dell'Atlantic Monthly intitolato A New Profession for Women (lett. "Una nuova professione per le donne") di Earl Barnes, che dipingeva gloriosamente la vendita di libri come una professione per le donne. Quest'articolo, combinato con il suo lavoro dedicato ai giochi per bambini, spinse Mahony a fondare una libreria specificatamente adatta per bambini.
Si avvalse del supporto degli esperti di letteratura per l'infanzia per colmare le sue lacune informative. Si confrontò con Alice Jordan della Biblioteca pubblica di Boston e con Frederic Melcher, visitò la Central Children's Room di New York e incontrò Anne Carroll Moore. Altre icone della letteratura per bambini che conobbe furono Clara Hunt e Caroline Hewins. Raccolse sostegno finanziario dalle banche e dal Women's Educational and Industrial Union.

## The Bookshop for Boys & Girls
(Bertha Mahony, citata in Ross, 1973)
La Bookshop for Boys & Girls ("Libreria per ragazzi e ragazze") fu aperta all'inizio dell'ottobre 1916. Inizialmente esponeva solo letteratura per bambini di vario genere. La libreria ospitava tutti i tipi di programmi per bambini, compresi concorsi di lettura. Nel 1917 Mahony pubblicò Books for boys and girls: suggestive purchase list, prima opera del suo genere. Nell'estate del 1920 si rivolse alla comunità e aprì la prima libreria itinerante. La Book Caravan era una filiale della Bookshop for Boys & Girls che viaggiava in tutto il New England. Tuttavia non fu in grado di trarre profitto da ciò, così fu sciolta poco tempo dopo, nonostante le suppliche di Mahony ai suoi sostenitori.
Grazie ai profitti venne riconsiderata anche la Bookshop for Boys & Girls. Nel 1921 la libreria si trasferì in fondo alla strada in un'area più ampia. Il balcone esponeva libri per bambini, mentre il piano terra conteneva letteratura per adulti. Sul nuovo cartello c'era scritto: "La libreria per ragazzi e ragazze: libri su molti argomenti per adulti". La speranza era quella di coinvolgere i bambini aggiungendo la presenza di un adulto.

## The Horn Book Magazine
Mahony ed Elinor Whitney fondarono la Horn Book, la prima rivista incentrata sui libri per bambini. Il primo numero, pubblicato nell'ottobre 1924, era principalmente un elenco di nuovi libri consigliati, ma la rivista crebbe fino a includere più di un semplice elenco di libri. Con l'espansione del campo della letteratura per bambini furono aggiunte anche la critica e la filosofia. Mahony sposò William D. Miller nel 1932 e si dimise dalla sua libreria nel 1934 per concentrarsi esclusivamente su The Horn Book.
Nel 1937 il Women's Educational and Industrial Union vendette The Bookshop for Boys & Girls. Tuttavia, Mahony vedeva la rivista come una continuazione degli obiettivi che la spinsero a fondare il libreria.
(Bertha Mahony, in Ross, 1973)

## La casa editrice "Horn Book"
La Horn Book, Inc. fu una casa editrice fondata da una Mahony ormai in pensione. Pubblicò opere come i classici di Paul Hazard e libri per i quali Mahony fu curatrice editoriale. Tali lavori includono: Illustrators of Children’s Books: 1744-1945 (1957), Newbery Medal Books: 1922-1955 (1955) e Caldecott Medal Books: 1938-1957 (1957).

## Riconoscimenti
- Mahony vinse il premio WNBA, precedentemente noto come Constance Lindsay Skinner Award, nel 1955.
- Mahony è stata roconosciuta come Honor Roll Banquet Honoree dell'American Library Association nel giugno 2000.[5]